# Mario Gadda
Mario Gadda (* 13. März 1931 in Sorgà; † 13. Juli 2008 in Mantua) war ein italienischer Geigenbauer, der in Mantua wirkte.

## Leben
Mario Gadda war ein Sohn und der einzige Schüler des italienischen Geigenbauers Gaetano Gadda (1900–1956), der selbst Schüler des renommierten Geigenbauers Stefano Scarampella (1843–1925) war. Gadda betrieb in Sant’Antonio di Porto Mantovano eine Werkstatt, die auf den Nachbau von Instrumenten von Balestrieri und Scarampella spezialisiert war.